# Batalla de Txerníhiv
La batalla de Txerníhiv, també coneguda com el setge de Txerníhiv, és un setge militar que va començar el 24 de febrer de 2022,a la ciutat de Txernihiv, a l'oblast de Txernihiv al nord d' Ucraïna durant la invasió russa d'Ucraïna de 2022.

## Batalla

### Febrer
El 24 de febrer a les 03.27 (UTC+3), un capità i un cap de la 11 Brigada d'Assalt Aeri de la Guàrdia Russa es van rendir a les Forces Armades d'Ucraïna prop de Txerníhiv. El mateix dia, Ucraïna va afirmar que un escamot de reconeixement de la 74a Brigada de Fusellers Motoritzats de la Guàrdia s'havia rendit.
Segons el Ministeri de Defensa britànic, les forces russes que van atacar Txerníhiv el dia 24 es van detenir fora de la ciutat.
A les 08.34 (UTC+2), l'exèrcit ucraïnés va repel·lir un atac de l'exèrcit rus en Txerníhiv i va confiscar equipament i documents russos.
A les 14.25 (UTC+2), el Ministeri de Defensa rus va anunciar que havia envoltat Txerníhiv i estava bloquejant la ciutat. Mentrestant, el Ministeri de Defensa britànic va afirmar que les forces russes no havien aconseguit capturar Txerníhiv i, en canvi, van optar per una ruta diferent a Kíev, sense passar per la ciutat.
El 25 de febrer de 2022, el Ministeri de Defensa rus va anunciar que les forces russes havien envoltat Txernihiv i estaven assetjant la ciutat.  L'endemà, les forces ucraïneses van reclamar la derrota d'una unitat militar russa que va intentar capturar la ciutat. Diversos tancs russos van ser presumptament capturats per les forces ucraïneses.  El govern ucraïnès també va dir que els llançadores de coets múltiples (MRL) russos BM-21 Grad van colpejar hospitals i jardins d'infants a Chernihiv, encara que aquesta afirmació no va ser verificada de manera independent.  Aquell dia, un arxiu del Servei de Seguretat d'Ucraïna (SBU) va ser bombardejat per les forces russes.
El 27 de febrer, els funcionaris ucraïnesos van dir que les forces russes van danyar la major part del centre de la ciutat de Txernihiv amb míssils i van destruir l'històric cinema Shchors. Les forces russes van afirmar més tard que havien bloquejat completament la ciutat. Fonts ucraïneses també van afirmar que 56 camions de combustible russos van ser destruïts per les forces ucraïneses.
El 28 de febrer, el poble de Kyinka va ser atacat. En l'atac es van utilitzar municions de racimo repudiades per la majoria de països.  Els sabotejadors amb el suport de vehicles blindats també van intentar entrar a Txernihiv; van ser trobats i assassinats als afores de Txernihiv.

### Març

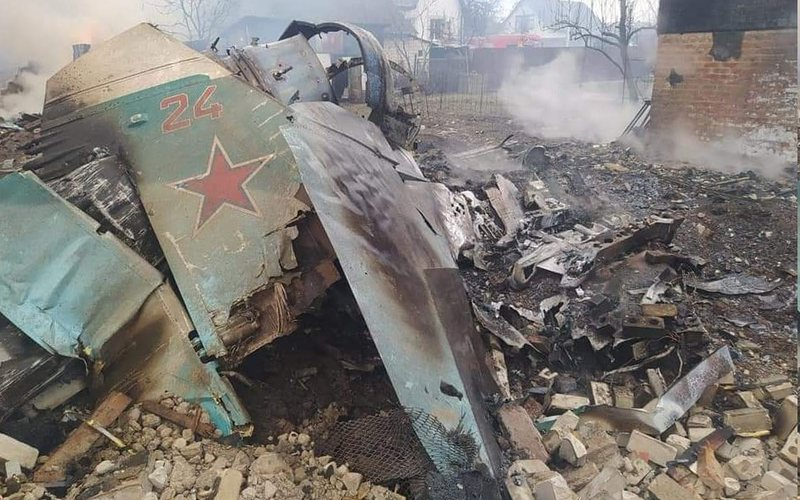
Un Su-34 abatut el 5 de març

L'1 de març, els funcionaris ucraïnesos van declarar que Belarús es va unir a la invasió russa i enviava una columna de vehicles militars cap a Txernihiv des de la ciutat belarussa de Hrodna. Els funcionaris nord-americans no estaven d'acord amb aquesta afirmació, afirmant que "no hi havia cap indici" que Belarús hagués envaït.  Vyacheslav Chaus, el governador de l'oblast de Txernihiv, va declarar que tots els punts d'accés a la ciutat estaven molt minats.
El 2 de març, l'alcalde de Txernihiv, Vladyslav Atroshenko, va predir que la guerra urbana a la ciutat era possible.  Dos míssils van colpejar un hospital de la ciutat durant el dia, segons el cap de l'administració sanitària Serhiy Pivovar.
El 3 de març, es va informar que un atac aeri rus va colpejar edificis residencials i dues escoles.  Al voltant de 47 persones van morir.
El 5 de març, als afores de Chernihiv, a Masany, l'exèrcit ucraïnès va abatre un avió d'atac rus Su-34; un dels pilots va ser capturat i l'altre pillot va morir.
El 6 de març, a partir del matí, 141 assentaments a la regió es van quedar sense electricitat. Els atacs van continuar mentre la Força Aèria Russa llançava bombes pesades destinades a fortificacions en edificis residencials. La ciutat va rebre ajuda humanitària (alimentació, medicina, etc.). A causa de l'amenaça de bombardeig, els camions es van descarregar immediatament.
El 10 de març, l'alcalde Vladyslav Atroshenko va dir que les forces russes havien completat l'encerclament de Txerníhiv, afegint que la ciutat estava completament aïllada i que la infraestructura crítica per als seus 300.000 residents estava fallant ràpidament, ja que es va veure sotmesa a repetits bombardejos. Un atac aeri rus també va danyar la Arena de Txerníhiv.
L'11 de març, l'estadi de Txerníhiv i una biblioteca van ser greument danyats per un atac aeri rus.
L'edifici "Hotel Ucraïna" a la ciutat va ser destruït el 12 de març. Les forces ucraïneses van afirmar més tard haver destruït una unitat de míssils russa que bombardejava la ciutat, amb algunes tropes russes cedint.
El 13 de març, un atac aeri rus a les 05:46 va colpejar un dormitori, matant cinc civils segons els Serveis d'Emergència de l'Estat. Les forces ucraïneses van afirmar més tard que havien abatut un avió de combat rus mentre estava bombardejant Txerníhiv.
El 14 de març, Chaus va declarar que els atacs aeris russos havien destruït la Universitat Nacional Politècnica de Txerníhiv. L'Oficina del Fiscal General d'Ucraïna va declarar que deu civils van morir durant el bombardeig de la ciutat.
El 25 de març, les autoritats ucraïneses van dir que les forces russes havien tallat la ciutat del nord de Txerníhiv després de destruir un pont de carretera a través del Desna al sud, mentre que els intents d'encerclar completament la ciutat no van tenir èxit.
El 30 de març de 2022, la Biblioteca Científica Universal Regional de Korolenko Chernihiv va ser bombardejada, juntament amb el mercat al centre de la ciutat. També una sala de tenis de taula especialitzada al complex esportiu Khimik va ser colpejada per l'exèrcit rus. Les forces russes apuntaven al complex esportiu, però el coet no va arribar a l'edifici, deixant un embut al terreny esportiu proper. La profunditat de l'embut arribava a uns deu metres. El complex esportiu Khimik, va rebre greus danys: totes les finestres van ser trencades, es va enfonsar el guix, les taules, el terra, el sostre i els equips elèctrics van ser danyats. Pràcticament, el centre de tenis de taula es va tornar inadequat.

### Retirada russa
El 31 de març, l'exèrcit ucraïnès va recuperar l'autopista M01 que connectava Kíev i Txerníhiv, acabant el setge. L'alcalde va informar de la primera nit tranquil·la des que va començar la guerra.
L'1 d'abril, Ucraïna va afirmar que les forces russes es retiraven de la regió de Txerníhiv.
El 2 d'abril, l'exèrcit ucraïnès va recuperar el poble de Shestovytsia, després d'haver recuperat el poble de Sloboda.
El 3 d'abril, l'exèrcit ucraïnès va recuperar els pobles de Kolitxivka, Yahidne i Ivanivka, com el governador Chaus va declarar que l'exèrcit rus va deixar la província de Txerníhiv, però que havia plantat mines en moltes zones.
El 5 d'abril, Rússia va completar la seva retirada de l'óblast de Txerníhiv, acabant definitivament amb els combats a la regió.